# Río Andalgalá
El río Andalgalá se encuentra en la provincia de Catamarca, Argentina.

## Naciente
Nace de la confluencia de los ríos del Candado y el Blanco.

## Cuenca
La cuenca de este río nace en la frontera de las provincias de Catamarca y Tucumán drenando hacia el sur sobre el territorio catamarqueño. La superficie es de 240 km² con una forma alongada en el sentido de norte a sur, los principales afluentes son los ríos Blanco y Candado, ambos perennes..
En la parte superior de esta cuenca hay depósitos mineralizados de cobre y molibdeno, que produjo que arroyos de poco caudal, como el Quebrada Mina y Filo Colorado tengan sus aguas ácidas y son neutralizados por el río Candado que tiene mayor caudal y jerarquía. Hay empresas mineras que están estudiando este caudal para ver si es viable su explotación.
El punto inicial de esta cuenca es la ciudad de Andalgalá, que utiliza estas aguas como la principal fuente de agua potable y de riego. Y este uso poblacional del agua obliga la vigilancia de la instalación de actividad productiva minera en la sección superior de la cuenca del río.

### Afluentes
El río Candado es el mayor tributario del Andalgalá, tiene su origen en el Nevado del Candado (cuya altura máxima es de 5450 m) como consecuencia principal del derritimiento de nieves y de precipitaciones veraniegas. Circula en dirección NNE-SSE en su primer tramo y recibe aguas de pequeños arroyos tanto al este como al oeste. Al NO recibe aguas del río Minas que es de caudal mínimo y del NE recibe aguas del Río Blanco.

### Relieve
El relieve de la cuenca es en pendiente, con ángulos que superan los 25°, en la parte superior de la cuenca son más empinadas que produce más fenómenos de deslizamiento y solifluxión. Se puede observar la acción de los glaciares en la zona de la cumbre del Río Candado donde hay circos y depósitos muy poco asentados de esta naturaleza, y cuando se avanza al sector del medio de la cuenca se destaca la acción de las lluvias en el proceso geomorfológico.
La naturaleza del terreno es ígnea-metamórfica con un bajo coeficiente de infiltración, este factor y el de las pendientes pronunciadas produce crecidas repentinas con mucho caudal de agua y con muchos materiales sólidos transportados, estos materiales sólidos hacen que las aguas del Andalgalá sean turbias permanentemente.
La cuenca del Andalgalá pertenece al Sistema de Sierras Pampeanas Noroccidentales. Las sierras fueron elevadas por la tectónica andina y forman bloques asimétricos de altos ángulos en dirección NNE-SSO y limitados por fracturas inversas y que se vuelven horizontales al haber transiciones frágiles-dúctiles dentro de la corteza.
El basamento metamórfico de las rocas más antiguas es de la edad Protezoico Superior- Cámbrico compuesto por gneiss,  migmatitas,  hornfels,  esquistos, entre otros, los cuales han sido introducidos durante el Ordovícico - Silúrico. Son rocas de composición sienodiorita - sienogranito que conforman un gran batolito conocido como Capillitas.
En el Mioceno- Terciario Superior- se depositaron los sedimentos continentales entre los que se entremezclan eventos volcánicos que originaron los depósitos hidrotermales que se encuentran en la zona, como ejemplo el Agua Rica y Filo Colorado.
Sedimentos fluviales y aluviales que se originaron en procesos erosivos que afectaron los procesos antes mencionados conforman los depósitos modernos cuaternarios y rellenaron las áreas más deprimidas.

### Caudal
La medición del caudal de las aguas del río se realiza a través de un caudalímetro en forma de molinete que ejecuta la toma de la muestra en forma puntual y conjunta que administra la empresa Minera Agua Rica y las almacena en una base de datos. Los datos de los caudales se tomaron bajo un programa de aforos desde el año 1996 hasta noviembre de 2005, las medidas fueron quincenales durante los primeros años y desde 2003 fueron realizadas en promedio una vez por mes.
Por otra parte esta empresa tiene dos estaciones meteórologicas automáticas en la zona donde se miden varios parámetros, la lluvia entre ellos. Una de ellas es la Estación Minas, ubicada en la coordenada 27°22′18″S 66°16′53″O / -27.37167, -66.28139 a 3 150 m s. n. m. que tiene datos desde febrero de 1996 hasta agosto de 2005. Hasta fines de 2002 la medición fue continua. En 2003, 2004 y parte de 2005 la medición fue parcial. No hay información en los meses en que no se midió cual fue la causa, si fue la falta de precipitaciones o alguna otra causa, solamente se documentan vandalismos que dejaron en 2005 fuera de servicio la estación meteorológica. La segunda estación es Andalgalá ubicada en la coordenada 27°36′0″S 66°20′0″O / -27.60000, -66.33333 ubicada a 930 m s. n. m. que realizó mediciones continuas de junio de 1996 hasta 2002 y hay datos parciales en 2003, 2004 y 2005.
La provincia de Catamarca por su parte realiza el monitoreo de las aguas del Andalgalá ejecutando dos subprogramas de monitoreo: En la cuenca del Río Andalgalá, proyecto Agua Rica y en la estación La Toma, Andalgalá. El primero desde marzo de 2007 y el segundo desde febrero de ese mismo año.
En la cuenca del río Andalgalá se ejecuta en forma mensual, comprendiendo seis estaciones de monitoreo: Minas, Candado, aguas abajo de la confluencia Minas  –  Candado,  Blanco aguas abajo de la confluencia Candado – Blanco y Andalgalá en La Toma. En la estación La Toma la medición se hace dos veces por semana, hay datos hasta julio de 2007.
Las mediciones muestran que el caudal del río en la estación La Toma es de 0,74 m³/s cálculo realizado con las medidas tomadas entre junio de 1996 a octubre de 2005. Y el río Blanco es el más caudaloso de la cuenca con un promedio anual de 0,57 m³/s valor obtenido con las mediciones realizadas entre junio de 1996 a junio de 1999 y marzo de 2004 a septiembre de 2005. Las precipitaciones en verano es el mayor ingreso de agua de esta subcuenca y también el derretimiento de las nieves en los meses de invierno.
Los otros ríos de la cuenca también hacen su aporte al caudal de aguas, el río Candado aporta 0,24 m³/s y en menor parte el río Minas que solo aporta 0,06 m³/s. Presentando mayores valores en verano por las precipitaciones y en invierno por el aporte hecho por el derretimiento de las nieves.